# Santa Emerenziana a Tor Fiorenza (titre cardinalice)
Le titre cardinalice de Santa Emerenziana a Tor Fiorenza (Sainte Émérentienne à Tor Fiorenza) est érigé par le pape Paul VI le 5 mars 1973 par la constitution apostolique Ab antiquis et rattaché à l'église Santa Emerenziana qui se trouve dans le quartiere Trieste au Nord de Rome.

## Titulaires
| - José Salazar López (1973-1991) - Peter Seiichi Shirayanagi (1994-2009) - Medardo Joseph Mazombwe (2010-2013) - Jean-Pierre Kutwa depuis 2014 |